# Sergentomyia meridionalis
Sergentomyia meridionalis är en tvåvingeart som först beskrevs av Zielke 1971.  Sergentomyia meridionalis ingår i släktet Sergentomyia och familjen fjärilsmyggor. Inga underarter finns listade i Catalogue of Life.